# فانی لتورنو
فانی لتورنو (انگلیسی: Fanny Létourneau؛ زادهٔ ۲۴ ژوئن ۱۹۷۹) ورزشکار ورزش شنا اهل کانادا است.
وی در مسابقات کشوری و بین‌المللی در مجموع برندهٔ ۲ مدال طلا، ۱ مدال نقره، ۳ مدال برنز شده‌است.